# Thaumasianthes amplifolia
Thaumasianthes amplifolia là một loài thực vật có hoa trong họ Loranthaceae. Loài này được (Merr.) Danser miêu tả khoa học đầu tiên năm 1933.